# Diascia nubilata
Diascia nubilata là một loài bướm đêm trong họ Noctuidae.